# Александър Афанасиев
 Тази статия е за руския фолклорист.  За актьора вижте Александър Афанасиев (актьор).  
Алекса̀ндър Никола̀евич Афана̀сиев (на руски: Александр Николаевич Афанасьев) е руски фолклорист и литературен историк.
Роден е на 23 юли (11 юли стар стил) 1826 година в Богучар, Воронежка губерния, в семейството на чиновник. Завършва право в Московския университет, след което е чиновник в архива на външното министерство и в местната администрация в Москва. Още като студент започва да публикува статии в областта на фолклористиката и историята на литературата. Между 1855 и 1863 година публикува на части събирани от него „Народни руски приказки“, най-мащабния сборник с руски народни приказки, а през 1865 – 1869 година концептуалния си труд „Поетични възгледи на славяните за природата“. Публикува и други сборници с руски фолклор, някои от които забранени от цензурата.
Александър Афанасиев умира на 5 октомври (23 септември стар стил) 1871 година в Москва.